# Robin Sapoušek
Robin Sapoušek (* 11. března 2004 Karlovy Vary) je český profesionální hokejový útočník, nejčastěji nastupuje na pozici centra, hrající za tým HC Energie Karlovy Vary v Tipsport extralize.
Má bronzovou medaili z juniorského šampionátu 2024.

## Statistiky

### Klubové statistiky
| Sezóna      | Klub                    | Soutěž      |    | Základní část | Základní část | Základní část | Základní část | Základní část |   | Play off | Play off | Play off | Play off | Play off |
| Sezóna      | Klub                    | Soutěž      | Z  | G             | A             | B             | TM            | Z             | G | A        | B        | TM       |          |          |
| 2022/23     | HC Energie Karlovy Vary | ČHL-20      | 21 | 15            | 14            | 29            | 12            | —             | — | —        | —        | —        |          |          |
| 2022/23     | HC Energie Karlovy Vary | ČHL         | 12 | 0             | 0             | 0             | 0             | —             | — | —        | —        | —        |          |          |
| 2022/23     | Victoria Royals         | WHL         | 21 | 3             | 8             | 11            | 8             | —             | — | —        | —        | —        |          |          |
| 2023/24     | Victoria Royals         | WHL         | 32 | 13            | 19            | 32            | 6             | —             | — | —        | —        | —        |          |          |
| WHL celkově | WHL celkově             | WHL celkově | 53 | 16            | 27            | 43            | 14            | 0             | 0 | 0        | 0        | 0        |          |          |

### Reprezentace
| Rok                       | Tým                       | Soutěž                    | Z  | G | A | B | TM |
| ------------------------- | ------------------------- | ------------------------- | -- | - | - | - | -- |
| 2022                      | Česko 18                  | MS-18                     | 6  | 0 | 0 | 0 | 4  |
| 2023                      | Česko 20                  | MS-20                     | 5  | 0 | 1 | 1 | 0  |
| 2024                      | Česko 20                  | MS-20                     | 4  | 2 | 1 | 3 | 4  |
| Juniorská kariéra celkově | Juniorská kariéra celkově | Juniorská kariéra celkově | 15 | 2 | 2 | 4 | 8  |